# Iksa (affluente dell'Onega)
La Iksa (in russo Икса?) è un fiume della Russia europea, affluente di sinistra dell'Onega. Scorre nell'Oblast' di Arcangelo, nel rajon Pleseckij.

## Descrizione
Il fiume proviene dal lago Ichozero, all'inizio scorre a sud-ovest, ma poi gira in direzione sud-orientale. Sul fiume ci sono delle rapide. Sfocia nell'Onega a 230 km dalla foce, a sud-ovest del villaggio di Oksovskij. Ha una lunghezza di 128 km, il suo bacino è di 1 680 km². Lungo il suo corso non si trovano insediamenti urbani. Gela da metà novembre a fine aprile.
Il ponte della ferrovia Zaonežskaja attraversa il fiume a cinque chilometri dal lago Undozero.